# Sajzewe
Sajzewe (ukrainisch Зайцеве; russisch Зайцево/Saizewo) ist eine Siedlung städtischen Typs im Osten der ukrainischen Oblast Donezk mit etwa 3400 Einwohnern. Der Ort liegt 21 Kilometer südlich der Rajonshauptstadt Bachmut, 11 Kilometer nördlich von Horliwka und 49 Kilometer nördlich der Oblasthauptstadt Donezk am Fluss Bachmutowka (Бахмутовка)

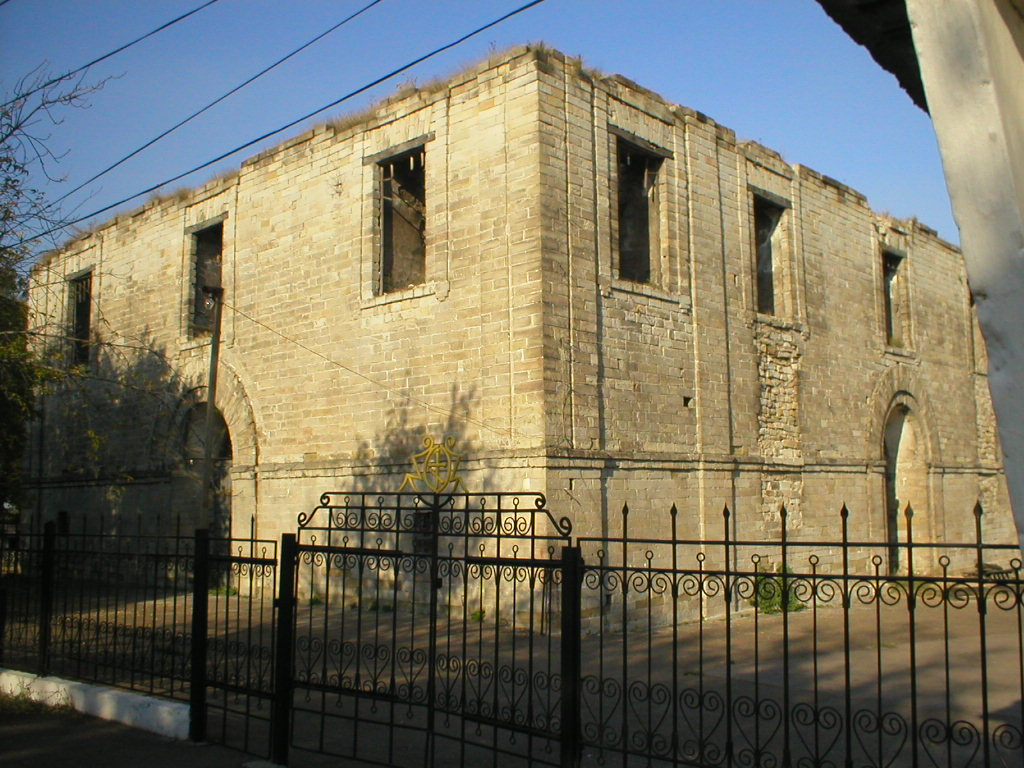
Kirchengebäude im Ort

Sajzewe wurde 1776 gegründet, 2014 wurde er im Verlauf des Krieges in der Ukraine von Separatistentruppen besetzt, in der zweiten Hälfte des Jahres 2015 wurde das Ortsgebiet durch die ukrainische Armee zurückerobert, seither liegt Sajzewe in unmittelbarer Nähe der Front zu den Separatistengebieten der Volksrepublik Donezk.
Bis zum 8. September 2016 gehörte der Ort innerhalb der gleichnamigen Siedlungsratsgemeinde zum Stadtgebiet von Horliwka (im Stadtrajon Mykytiwka), wurde dann aber dem Rajon Bachmut angeschlossen.
Am 12. Juni 2020 wurde die Siedlung ein Teil der neugegründeten Stadtgemeinde Switlodarsk, bis dahin bildete sie die gleichnamige Siedlungsratsgemeinde Sajzewe (Зайцівська селищна рада/Sajziwska selyschtschna rada) im Süden des Rajons Bachmut.
Am 6. Oktober 2022 meldete das russische Verteidigungsministerium, die Ortschaft in russische Kontrolle gebracht zu haben. Dabei seien mehr als 120 ukrainische Soldaten unterschiedlicher Einheiten getötet worden. Allerdings war Sajzewe schon ab dem nächsten Tag wieder unter den Orten, die die russische Armee auf ukrainischer Seite der Front in täglicher Routine mit Artillerie beschoss, womit die Siedlung entweder unvollständig eingenommen, wieder von der ukrainischen Armee zurückerobert oder sonst umkämpft bleibt, oder die russische Behauptung falsch war.

## Persönlichkeiten
- Mark Ossipowitsch Reisen (1895–1992), sowjetischer Opernsänger
- Mykola Muchin-Koloda (1916–1962), Bildhauer